# بطولة الأمم الخمس 1977
بطولة الأمم الستة 1977 (بالإنجليزية: 1977 Five Nations Championship)‏ هو الموسم 83 من  بطولة الأمم الستة. كان عدد الأندية المشاركة فيه  5، وفاز فيه منتخب فرنسا الوطني لاتحاد الرغبي.